# Eicochrysops eicotrochilus
Eicochrysops eicotrochilus is een vlinder uit de familie van de Lycaenidae. De wetenschappelijke naam van de soort is voor het eerst gepubliceerd in 1924 door George Thomas Bethune-Baker.
De soort komt voor in Congo-Kinshasa,  Tanzania, Zambia, Malawi en Zimbabwe. Het habitat bestaat uit tropisch of subtropisch grasland, savanne of struweel. In Tanzania komt deze vlinder voor in bergweiden tussen 1700 en 2000 meter hoogte.